# Celosía Brown
Una celosía Brown es un tipo de estructura reticulada usada sobre todo en puentes cubiertos. Se destaca por su empleo económico de los materiales y lleva el nombre del inventor, Josiah Brown Jr., de Búfalo, Nueva York, quien patentó su diseño el 7 de julio de 1857, con la referencia US 17.722.

## Descripción
El diseño de Brown es una celosía en cajón que consta de elementos a compresión cruzados en diagonal, conectados a los largueros superiores e inferiores horizontales. Puede haber montantes a tracción verticales o casi verticales (el diagrama muestra estos elementos, mientras que en el diagrama de solicitud de patente no aparecían) pero carece de perfiles verticales a compresión. En la práctica, cuando se usa en un puente cubierto, la aplicación más común, la armadura se protege con un revestimiento exterior.
El suelo y el techo también son cerchas, pero son horizontales y sirven para dar rigidez a la estructura en su conjunto. Los fondos de las diagonales tienden a sobresalir por debajo del revestimiento. La armadura Brown se destaca por la economía de materiales, ya que se puede construir con muy poco metal.

## Patente

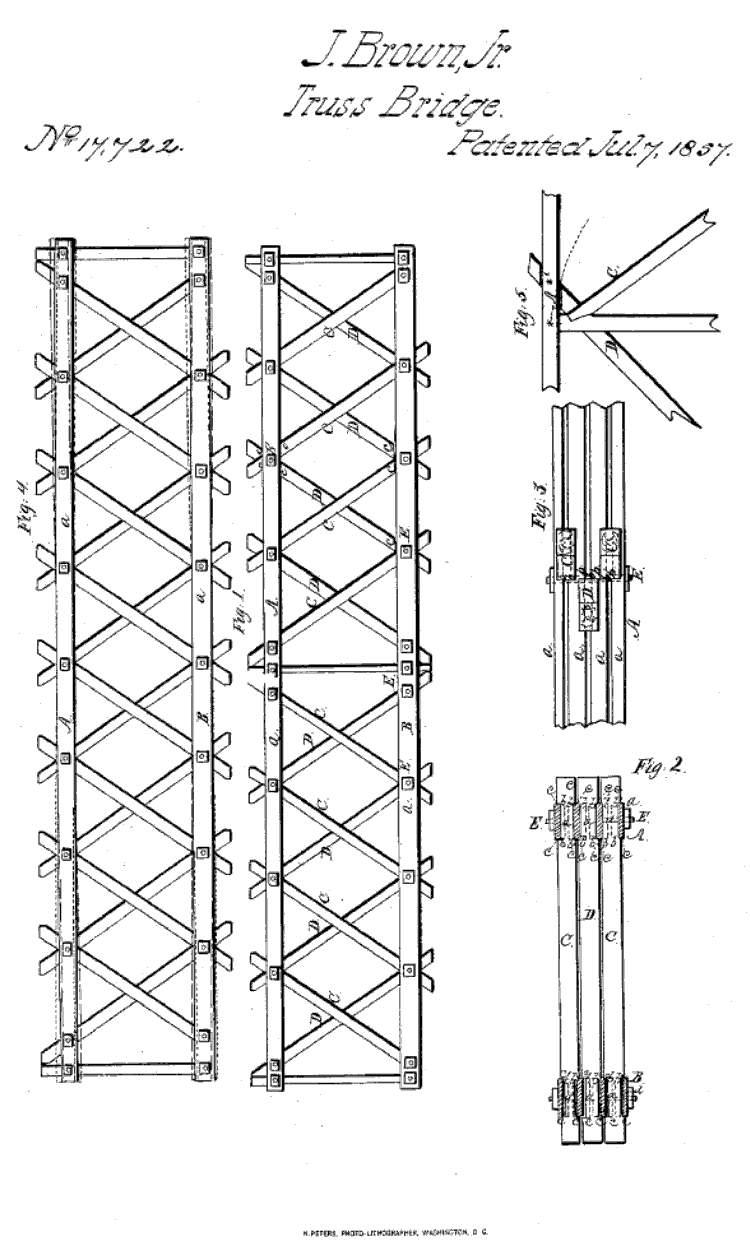
Imagen de la US Patent 17.722

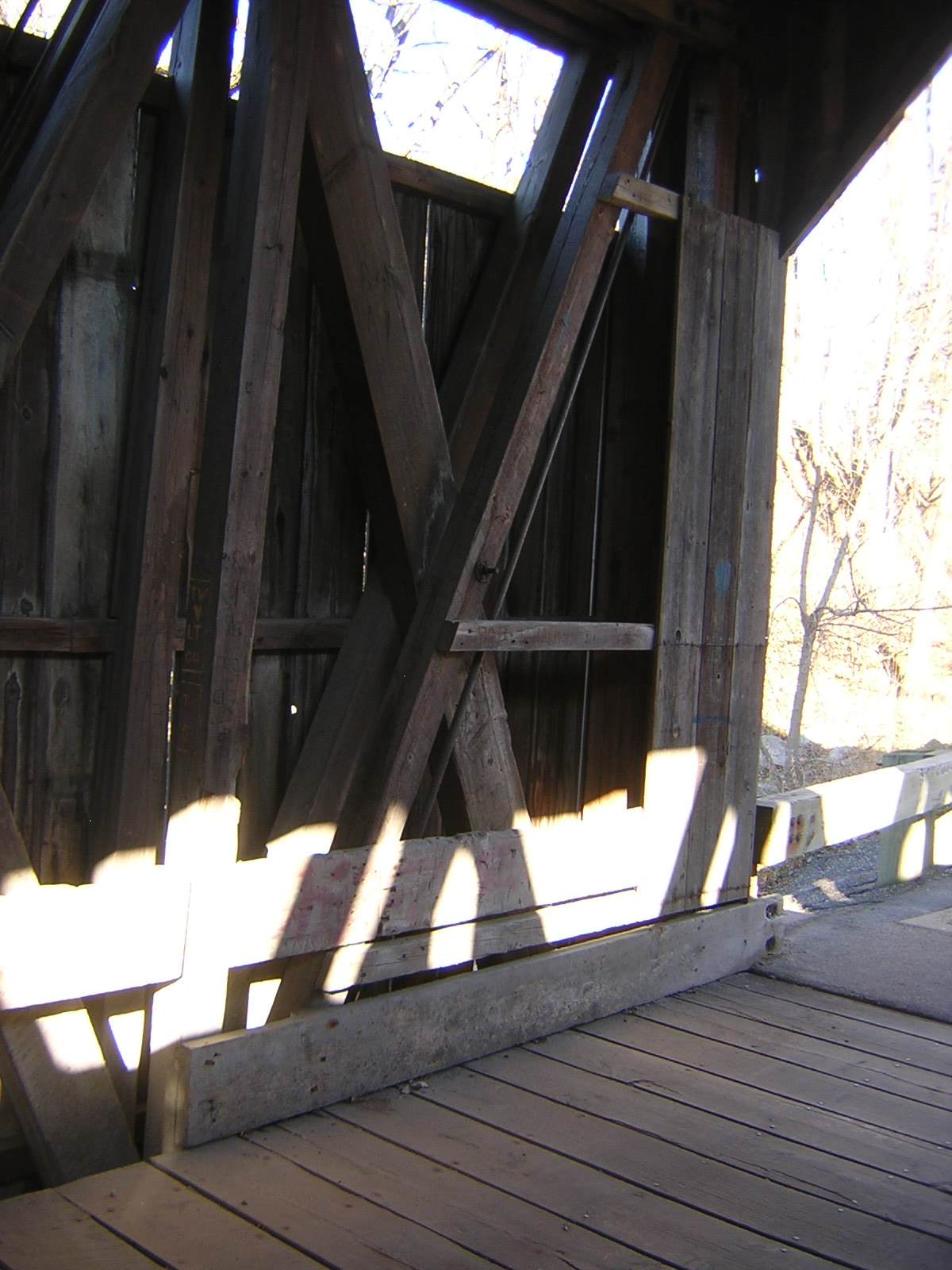
Los extremos de la celosía son especiales, puede haber material adicional para darle rigidez o para proteger la estructura de la nieve (puente de Fallasburg)

La solicitud de patente de Brown en realidad no señalaba la economía obtenida al prescindir de elementos verticales. En su lugar, se centró en la resistencia mejorada con respecto a las celosías anteriores, en las que los montantes ("columnas" en su terminología) llegaban al cordón horizontal cerca uno del otro pero no exactamente juntos (en "ganancia" según su terminología), al hacer que varios miembros se juntaran exactamente en el mismo lugar. Del texto de la patente:

No pretendo, en términos generales, dotar de ganancias a las riostras principal o contraria y pasarlas entre los maderos de los cordones;
Lo que sí reclamo como mi invención, y deseo asegurar mediante cartas de Patente, es— Proporcionar a cada una de las riostras principal y contraria dos ganancias en la parte superior e inferior, y cada una de las vigas del cordón con una ganancia en el punto donde las riostras se aplican en correspondencia con las ganancias en las riostras, y las riostras así formadas entre la madera, con las ganancias de las riostras en tal relación con las ganancias de las vigas que cuando las vigas de los cordones se juntan se combinan y se convierten, por así decirlo, en una sola pieza, ninguna parte de la cual puede ser operada o afectada independientemente de la otra por los empujes descendentes y ascendentes comunes a los puentes de celosía, incluso si se quitara el perno que atraviesa lateralmente e interseca cada juego de riostras y los maderos del cordón.

## Historia
La cercha Brown disfrutó de un breve período de aceptación en la década de 1860 y se sabe que se usó en cuatro puentes cubiertos en Michigan, el Puente cubierto de Ada, el Puente de Fallasburg, el Puente de Whites y otro más. El diseño no pareció tener una amplia aceptación, ya que los puentes modernos tienden a ser celosías Howe, Pratt o Warren, o en muchos casos arcos de celosía tesados.

## Imágenes
|  |  |  |

|  |  |  |